# Elements Part 2
Elements Part 2 (akgekürzte Schreibweise auf dem Albencover: Elements Pt. 2) ist das elfte Studioalbum der finnischen Power-Metal-Band Stratovarius. Es erschien am 29. Oktober 2003 in Zusammenarbeit der Plattenlabels Goldenworks Ltd. und Nuclear Blast neun Monate nach dem Vorgängeralbum Elements Part 1.

## Entstehung und Musik
Beide Alben entstanden praktische gleichzeitig und wurden in den Finnvox Studios von April 2002 bis März 2003 aufgenommen und abgemischt. Auch hier wirkten das Joensuu City Orchestra und ein von der Band zusammengestellter Chor an den Aufnahmen mit. Im Vorfeld der Albenveröffentlichung erschien wie beim Vorgängeralbum eine Shape-Single des Stücks I Walk to My Own Song veröffentlicht, die neben dem Titelstück auch zwei Liveaufnahmen enthielt.
Trotz der ähnlichen Namensgebung ist Elements Part 2 keine Fortsetzung des ersten Teils, da keinerlei musikalische Rückbezüge vorhanden sind. Vielmehr stellt der zweite Teil ein konzeptionelles Gegenstück zu Elements Part 1 dar. Das von Derek Riggs gestaltete Plattencover zeigt eine von Baumwurzeln und fliegendem Herbstlaub umgebene Statue dar und symbolisiert damit zwei der vier Elemente dar, nämlich Erde und Luft. Dagegen stehen auf Elements Part 1 Feuer und Wasser im Mittelpunkt.
Auch musikalisch schlägt dieser Gegensatz durch. Der erste Teil ist eher bombastisch und filigran arrangiert, beinhaltet komplexere Songstrukturen und wird von einer heiteren Stimmung beherrscht. Elements Part 2 dagegen bietet wieder konventioneller komponierte Lieder. Nur wenige Lieder des Albums werden im für die Band zuvor typischen hohen Tempo gespielt (I Walk to My Own Song, I’m Still Alive, Know the Difference). Der überwiegende Teil der Lieder ist im mittleren bis langsamen Tempo gehalten (etwa Alpha & Omega) oder stellt Balladen dar. Bemerkenswert sind auch die latente Neigung zu Moll-Tonarten und die eher zurückhaltende Instrumentierung, bei der an nur wenigen Stellen Orchester und Chor zum Einsatz kommen.

## Titelliste
1. Alpha & Omega (6:38)
2. I Walk to My Own Song (5:03)
3. I’m Still Alive (4:50)
4. Season of Faith’s Perfection (6:09)
5. Awaken the Giant (6:37)
6. Know the Difference (5:39)
7. Luminous (4:49)
8. Dreamweaver (5:53)
9. Liberty (5:02)

Gesamte Spielzeit: 50 min 40 s

## Ausgaben
Nuclear Blast veröffentlichte das Album als normale Einzel-CD im Jewelcase und daneben noch in zwei anderen Fassungen:

### Einzel-CD in Klappschachtel
Bei dieser in limitierter Auflage hergestellten Fassung wurde die normale Einzel-CD in einer mit dem Albencover bedruckten Schachtel ausgeliefert; zusätzlich waren zwei Bonustracks enthalten:
1. Alpha & Omega (Demoaufnahme, 6:35)
2. Vapaus (Demo, 6:06)

Die Spielzeit erhöht sich durch die Bonustracks auf 63 min 21 s.

### Doppel-CD im Digipack
Diese limitierte Ausgabe war nur über den Nuclear-Blast-Mailorder erhältlich. Hier war die reguläre Einzel-CD in einem Digipack untergebracht, zusätzlich war eine Bonus-CD mit folgenden Titeln enthalten:
1. Alpha & Omega (Demo, 6:35)
2. Vapaus (Demo, 6:06)
3. Season Of Faith's Perfection (Demo, 6:18)
4. Soul Of A Vagabond (live in Paris am 6. April 2003, 8:03)
5. Destiny/Fantasia (live in San Sebastian am 5. April 2003, 9:08)
6. Father Time (live im Z7 in Pratteln am 10. April 2003, 4:58)
7. Hunting High and Low (live in San Sebastian am 5. April 2003, 5:10)
8. Paradise (live in Barcelona am 4. April 2003, 5:43)

Die Spielzeit der Bonus-CD beträgt 52 min 1 s.
Bemerkenswert ist, dass auf einigen der Konzerte, von denen die Liveaufnahmen stammen, auch Bonustracks für die I Walk to My Own Song-Single stammten.